# Qatari Sheikh Jassim Cup
Der Qatari Sheikh Jassim Cup (englisch, auch Qatari Super Cup; deutsch Superpokal von Katar) ist ein offizieller Spiel-Wettbewerb, das seit 1977 kurz vor Beginn der Fußball-Meisterschaft in Katar ausgetragen wird. Dabei spielen der Sieger der höchsten Liga in Katar, der Qatar Stars League, gegen den Gewinner des Emir of Qatar Cups. Aktueller Sieger (2019) ist Al-Sadd.

## Sieger nach Saison
| Saison | Sieger            |
| ------ | ----------------- |
| 1977   | Al-Sadd           |
| 1978   | Al-Sadd           |
| 1979   | Al-Sadd           |
| 1980   | Al-Arabi          |
| 1981   | Al-Sadd           |
| 1982   | Al-Arabi          |
| 1983   | Qatar SC          |
| 1984   | Qatar SC          |
| 1985   | Al-Sadd           |
| 1986   | Al-Sadd           |
| 1987   | Qatar SC          |
| 1988   | Al-Sadd           |
| 1989   | Al Wakrah         |
| 1990   | Al-Sadd           |
| 1991   | Al Wakrah         |
| 1992   | Al Rayyan         |
| 1993   | nicht ausgetragen |
| 1994   | Al-Arabi          |
| 1995   | Qatar SC          |
| 1996   | Al-Shamal         |
| 1997   | Al-Sadd           |
| 1998   | Al Wakrah         |
| 1999   | Al-Sadd           |
| 2000   | Al Rayyan         |
| 2001   | Al-Sadd           |
| 2002   | Al-Khor SC        |
| 2003   | Muaither SC       |
| 2004   | Al Wakrah         |
| 2005   | Al-Gharafa        |
| 2006   | Al-Sadd           |
| 2007   | Al-Gharafa        |
| 2008   | Al-Arabi          |
| 2009   | Umm Salal SC      |
| 2010   | Al-Arabi          |
| 2011   | Al-Arabi          |
| 2012   | Al-Rayyan         |
| 2013   | Al-Rayyan         |
| 2014   | Al-Sadd           |
| 2015   | Lekhwiya SC       |
| 2016   | Lekhwiya SC       |
| 2017   | Al-Sadd           |
| 2018   | Al-Rayyan         |
| 2019   | Al-Sadd           |

## Gesamtsiege nach Verein und Jahr
| Verein      | Sieger | Jahr                                                                                     |
| ----------- | ------ | ---------------------------------------------------------------------------------------- |
| Al-Sadd     | 15     | 1977, 1978, 1979, 1981, 1985, 1986, 1987, 1990, 1997, 1999, 2001, 2006, 2014, 2017, 2019 |
| Al-Arabi    | 6      | 1980, 1982, 1994, 2008, 2010, 2011                                                       |
| Al-Rayyan   | 5      | 1992, 2000, 2012, 2013, 2018                                                             |
| Qatar       | 4      | 1983, 1984, 1987, 1995                                                                   |
| Al-Wakrah   | 4      | 1989, 1991, 1998, 2004                                                                   |
| Al-Gharafa  | 2      | 2005, 2007                                                                               |
| Al Duhail   | 2      | 2015, 2016                                                                               |
| Al-Shamal   | 1      | 1996                                                                                     |
| Al-Khor     | 1      | 2002                                                                                     |
| Umm Salal   | 1      | 2009                                                                                     |
| Muaither SC | 1      | 2003                                                                                     |